# Ikedalyft
Inom matematiken är Ikedalyftet ett lyft av modulära former till Siegel-modulära former. Existensen av lyftet förmodades av W. Duke och Ö. Imamoḡlu, och lyftet konstruerades av Ikeda (2001). Den generaliserar Saito–Kurokawalyftet från modulära former av vikt 2k till Siegel-modulära former av vikt k + 1 och genus 2.

## Lyftet
Anta att k och n är positiva heltal med samma partitet. Då tar Ikedalyftet en Hecke-egenform av vikt 2k för SL2(Z) till en Hecke-egenform i rummet av Siegel-modulära former av vikt k+n och grad 2n.